# (32795) 1989 WA3
1989 دابليو أي 3 (ويعرف أيضًا باسم (32795) 1989 دابليو أي 3 وفق تسمية الكوكب الصغير) (بالإنجليزية: 1989 WA3)‏ هو كويكب ضمن حزام الكويكبات؛ وترتيبه 32795 من حيث الاكتشاف.
اكتُشف هذا الجُرم الفلكي بواسطة Yoshiaki Oshima ‏ في 21 نوفمبر 1989.

## وصلات خارجية
- (32795) 1989 WA3 في قاعدة بيانات مختبر الدفع النفاث لأجرام النظام الشمسي الصغيرة

- الاكتشاف · مخطط المدار ·  العناصر المدارية · المعلمات المادية

- (32795) 1989 WA3 على موقع ويكي سكاي: DSS2, SDSS, GALEX, IRAS, Hydrogen α, X-Ray, Astrophoto, Sky Map, Articles and images